# Sergio Gadea
Sergio Gadea Panisello (Puçol, 30 de dezembro de 1984) é um motociclista espanhol que disputa o mundial de MotoGP das 125cc. Corre como profissional desde 2003.